# Вест Милфорд (Њу Џерзи)
Вест Милфорд (енгл. West Milford) град је у америчкој савезној држави Њу Џерзи.

## Демографија
По попису из 2000. године број становника је 26.410.
| Група             | 2000.          | 2010.    |
| Белци             | 24.474 (92,7%) | 0 (0,0%) |
| Афроамериканци    | 326 (1,2%)     | 0 (0,0%) |
| Азијати           | 269 (1,0%)     | 0 (0,0%) |
| Хиспаноамериканци | 893 (3,4%)     | 0 (0,0%) |
| Укупно            | 26.410         | 0        |